# Pycnogonum moolenbeeki
Pycnogonum moolenbeeki är en havsspindelart som beskrevs av Stock, J.H. 1992. Pycnogonum moolenbeeki ingår i släktet Pycnogonum och familjen Pycnogonidae. Inga underarter finns listade i Catalogue of Life.